# Maurice Willems

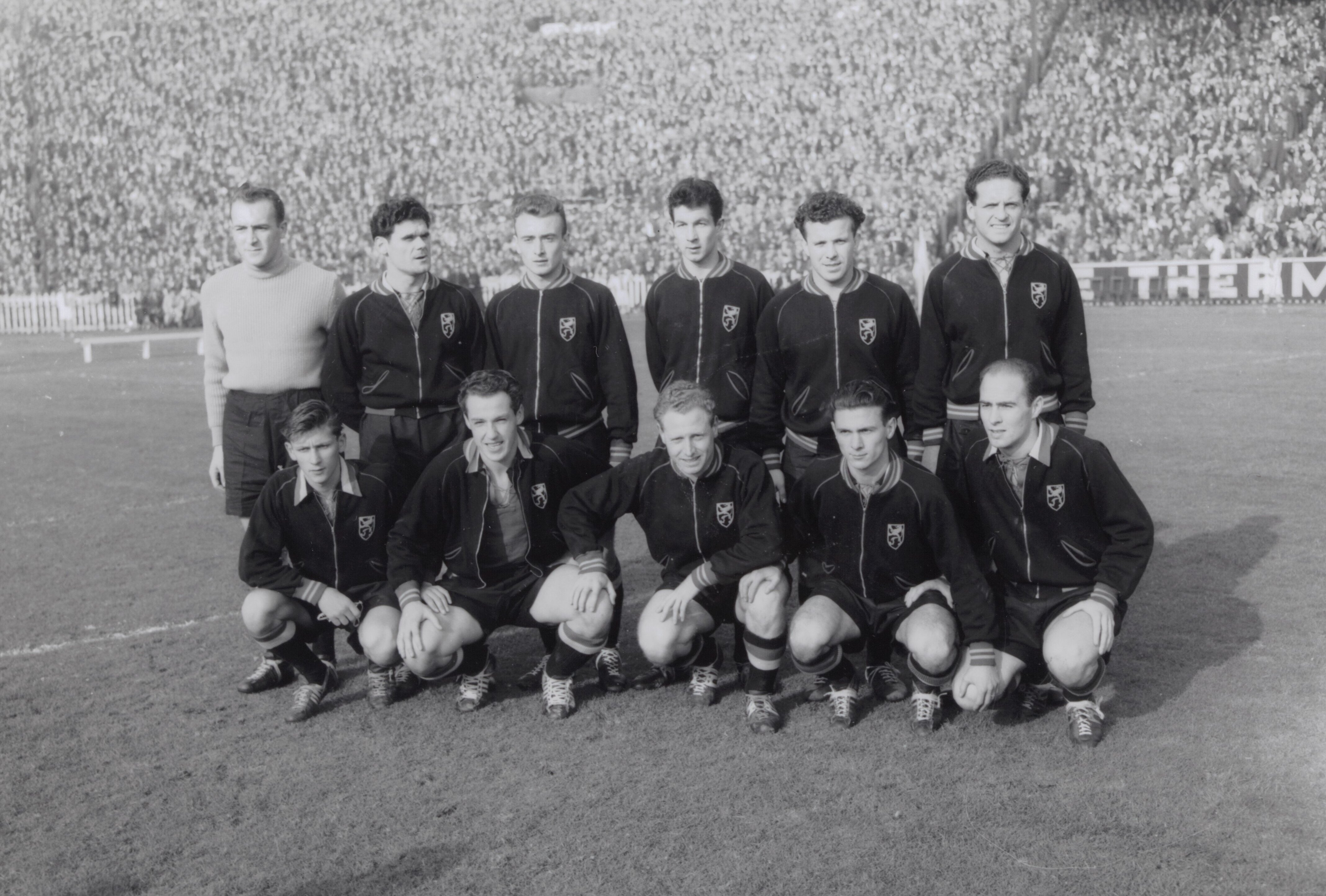
Willems in het Belgisch elftal (1956)

Maurice Willems (24 september 1929 – 3 december 1986) was een Belgisch voetballer. 

## Loopbaan
Hij werd in het seizoen 1956-1957 topschutter van de Jupiler League met 35 doelpunten. Hij speelde toen voor ARA La Gantoise, het huidige KAA Gent.
Willems kwam tussen 1956 en 1957 drie keer uit voor de Rode Duivels. Hij maakte z'n debuut op 14 oktober 1956 tijdens Nederland-België. België verloor met 2-3 in deze vriendschappelijke wedstrijd. Willems scoorde één keer in deze wedstrijd.